# كريستوفر تلوند
كريستوفر تلوند (بالإنجليزية: Christopher Toland)‏ هو متزلج فني أمريكي، ولد في 21 يونيو 1985.

## وصلات خارجية
- كريستوفر تلوند على موقع الاتحاد الدولي للتزلج (الإنجليزية)